# Saikō no Jinsei
Saikō no Jinsei no Owarikata: Ending Planner (最高の人生の終り方～エンディングプランナー～ lit. La mejor manera de completar una vida: Planificador final?) es una serie de drama japonesa. Fue estrenada por TBS el 12 de enero de 2012. La historia gira en torno a los miembros de la familia Ihara, quienes operan una funeraria en Tokio.

## Argumento
La funeraria Ihara-ya ha sido dirigida por la familia de Masato Ihara (Tomohisa Yamashita) por generaciones. Sin embargo, Masato creció odiando el negocio familiar debido a las burlas que sufre por ser "el hijo del enterrador", razón por lo cual se marchó de casa a una edad temprana. La muerte repentina de su padre divorciado y la desaparición de su hermano mayor, Kento (Takashi Sorimachi), dejan a la funeraria en las manos renuentes de Masato.
El Ihara-ya tiene estrechos vínculos con la policía y en su mayoría maneja los cuerpos de las personas que han muerto en circunstancias misteriosas o inexplicables. En ocasiones, cuando la policía simplemente clasifica las muertes como accidentales, Masato intenta descubrir la verdad por el bien de las familias de las víctimas, a pesar de que sabe que está siendo entrometido. Masato termina lidiando con estos cuerpos silenciosos, las dolorosas razones detrás de sus muertes y las duras realidades del mundo junto con la detective novata Yuki Sakamaki (Nana Eikura). Mientras lo hace, comienza a enfrentar su propia vida y familia.

## Reparto
- Tomohisa Yamashita como Masato Ihara.
- Nana Eikura como Yuki Sakamaki.
- Atsuko Maeda como Ihara Haruka.
- Yuro Chinen como Hayato Ihara.
- Ito Ōno como Momoko Ihara.
- Kensei Mikami
- Mami Hashimoto
- Rei Okamoto como Kanako Mizuno.
- Kohei Otomo
- Kiriko Isono
- Masaya Kikawada
- Shiomi Sansei
- Keizo Kanie
- Takashi Sorimachi como Kento Ihara.
- Tsutomu Yamazaki